# Acetat de eslicarbazepină
Acetatul de eslicarbazepină este un medicament derivat de dibenzazepină, care este utilizat ca agent antiepileptic, în tratamentul unor tipuri de epilepsie, dar și în tulburarea bipolară. Este un derivat structural de oxcarbazepină. Similar cu oxcarbazepina, acetatul de eslicarbazepină este un promedicament și se metabolizează la (S)-(+)-licarbazepină, astfel că cei doi compuși prezintă același mecanism de acțiune. Calea de administrare disponibilă este cea orală.

## Utilizări medicale

Eslicarbazepina - metabolitul activ

Acetatul de eslicarbazepină este utilizat în controlul unor tipuri de epilepsie, precum:
- în monoterapie, pentru tratamentul crizelor convulsive cu debut parțial, cu sau fără generalizare secundară, la pacienți cu epilepsie nou diagnosticată;
- în terapie adjuvantă la adulți, adolescenți și copii cu vârsta peste 6 ani, cu crize convulsive parțiale la debut cu sau fără generalizare secundară.